# Nationale Competitie (shorttrack)
De Nationale Competitie is een nationale shorttrackwedstrijd, die bestaat uit een aantal wedstrijden die verreden worden op diverse ijsbanen in heel Nederland. Na elke wedstrijd wordt een klassement opgemaakt, waar na de laatste wedstrijd een winnaar uitkomt. Tijdens de wedstrijden zijn de rijders verdeeld in 2 groepen, de junioren B en C rijden tegen elkaar en de junioren A en de senioren vormen een groep. De prijzen worden wel in elke categorie uitgereikt, dus ook al eindigt een junior C als tweede achter een junior B, dan is hij of zij alsnog de beste junior C.

## Kalender 2006/2007
| Datum            | Plaats     | Afstanden                                    |
| ---------------- | ---------- | -------------------------------------------- |
| 4 november 2006  | Heerenveen | Junioren 1500m (A) en 800m (B) Senioren 1500 |
| 12 november 2006 | Leeuwarden | Junioren 1000m Senioren 1000m                |
| 3 december 2006  | Den Haag   | Junioren 1500m Senioren 1500m                |
| 7 januari 2007   | Heerenveen | Junioren 500m Senioren 500m                  |
| 11 februari 2007 | Groningen  | Junioren 1000m Senioren 1000m                |

## Uitslagen seizoen 2005/2006
In het seizoen 2005/2006 waren de uitslagen als volgt:

### Junioren C heren
|   | nr. | Naam                  | Club  | cat. | Den Haag | Leeuwarden | Amsterdam | Groningen | Zoetmermeer | Heerenveen | Totaal |
| - | --- | --------------------- | ----- | ---- | -------- | ---------- | --------- | --------- | ----------- | ---------- | ------ |
| 1 | 133 | Jan-Ebele van der Ree | HVHW  | C2   | 48.26    | 44.23      | 46.27     | 31.13     | 48.27       | 44.22      | 231.25 |
| 2 | 140 | Wietse Visser         | ASCJE | C2   | 40.19    | 38.17      | 32.13     | 41.23     | 41.21       | 46.24      | 207.04 |
| 3 | 37  | Jeroen Sonneveld      | IJA   | C2   | 34.13    | 39.18      | 39.20     | 43.25     | 40.20       | 40.18      | 202.01 |

### Junioren C dames
|   | nr. | Naam                   | Club | cat. | Den Haag | Leeuwarden | Amsterdam | Groningen | Zoetmermeer | Heerenveen | Totaal |
| - | --- | ---------------------- | ---- | ---- | -------- | ---------- | --------- | --------- | ----------- | ---------- | ------ |
| 1 | 15  | Rosalie Huisman        | IJVZ | C2   | 41.26    | 45.29      | 48.34     | 43.28     | 48.28       | 43.26      | 228.45 |
| 2 | 143 | Marieke Langhout       | STG  | C2   | 39.24    | 41.25      | 43.30     | 41.26     | 44.25       | 30.15      | 200.21 |
| 3 | 144 | Natasja van Lobenstein | HVHW | C2   | 34.19    | 43.27      | 40.27     | 36.21     | 40.21       | 35.18      | 195.14 |

### Junioren B heren
|   | nr. | Naam             | Club | cat. | Den Haag | Leeuwarden | Amsterdam | Groningen | Zoetmermeer | Heerenveen | Totaal |
| - | --- | ---------------- | ---- | ---- | -------- | ---------- | --------- | --------- | ----------- | ---------- | ------ |
| 1 | 35  | Mike Westerman   | GO   | B2   | 50.27    | 50.27      | 50.29     | 48.29     | 32.12       | 50.26      | 249.38 |
| 2 | 60  | Sjinkie Knegt    | SCT  | B1   | 44.23    | 46.25      | 48.28     | 50.30     | 50.28       | 44.22      | 239.33 |
| 3 | 101 | Jan Willem Koens | GO   | B2   | 42.21    | -          | 43.24     | 45.27     | 46.26       | 48.25      | 225.23 |

### Junioren B dames
|   | nr. | Naam             | Club | cat. | Den Haag | Leeuwarden | Amsterdam | Groningen | Zoetermeer | Heerenveen | Totaal |
| - | --- | ---------------- | ---- | ---- | -------- | ---------- | --------- | --------- | ---------- | ---------- | ------ |
| 1 | 4   | Marleen Pot      | GO   | B2   | 42.27    | 50.32      | 45.32     | 48.32     | -          | 48.30      | 234.53 |
| 2 | 27  | Lisette Brilman  | IJA  | B2   | 48.32    | 46.30      | 44.31     | 46.31     | 46.27      | 46.29      | 233.49 |
| 3 | 58  | Yara van Kerkhof | IJVZ | B1   | 44.29    | 44.28      | 31.18     | 45.30     | 50.29      | 45.28      | 229.44 |

### Junioren A heren
|   | nr. | Naam               | Club | cat. | Den Haag | Leeuwarden | Amsterdam | Groningen | Zoetermeer | Heerenveen | Totaal |
| - | --- | ------------------ | ---- | ---- | -------- | ---------- | --------- | --------- | ---------- | ---------- | ------ |
| 1 | 117 | Ingmar van Riel    | IJVZ | A2   | 41.23    | 48.24      | 48.25     | 36.16     | 44.18      | 46.21      | 228.11 |
| 2 | 64  | Freek van der Wart | IJVZ | A1   | 39.21    | 41.18      | 46.24     | 45.25     | 45.19      | 44.19      | 222.05 |
| 3 | 34  | Jorrit Oosten      | GO   | A1   | 45.27    | 46.23      | 36.14     | 44.24     | -          | 48.22      | 220.10 |

### Junioren A dames
|   | nr. | Naam              | Club | cat. | Den Haag | Leeuwarden | Amsterdam | Groningen | Zoetermeer | Heerenveen | Totaal |
| - | --- | ----------------- | ---- | ---- | -------- | ---------- | --------- | --------- | ---------- | ---------- | ------ |
| 1 | 106 | Sanne van Kerkhof | IJVZ | A2   | 20.08    | 23.10      | 15.04     | -         | 17.54      | 16.06      | 91.82  |
| 2 | 23  | Lisanne Huisman   | IJVZ | A1   | 19.07    | 16.04      | 14.03     | 15.02     | 19.05      | 15.05      | 84.23  |
| 3 | 96  | Annemieke Verbeek | SVU  | A2   | 15.03    | -          | -         | 14.01     | 15.01      | 11.01      | 55.06  |

### Heren senioren
|   | nr. | Naam            | Club  | cat. | Den Haag | Leeuwarden | Amsterdam | Groningen | Zoetermeer | Heerenveen | Totaal |
| - | --- | --------------- | ----- | ---- | -------- | ---------- | --------- | --------- | ---------- | ---------- | ------ |
| 1 | 143 | Jeroen Huiskamp | TRL   |      | 36.18    | 42.19      | 42.20     | 42.22     | -          | 44.19      | 206.98 |
| 2 | 101 | Niels Kerstholt | HVHW  |      | 48.29    | 44.21      | 50.26     | 48.27     | -          | -          | 191.03 |
| 3 | 91  | Hendrik Detz    | ASCJE |      | 37.19    | 35.12      | 37.15     | 24.04     | 41.15      | 38.13      | 188.74 |

### Dames senioren
|   | nr. | Naam             | Club | cat. | Den Haag | Leeuwarden | Amsterdam | Groningen | Zoetermeer | Heerenveen | Totaal |
| - | --- | ---------------- | ---- | ---- | -------- | ---------- | --------- | --------- | ---------- | ---------- | ------ |
| 1 | 119 | Maaike Vos       | SCT  |      | 21.09    | 20.08      | 21.10     | 20.07     | 23.08      | 21.11      | 106.46 |
| 2 | 78  | Annita van Doorn | SVU  |      | 17.05    | 18.06      | 25.12     | 23.09     | -          | 23.12      | 106.44 |
| 3 | 76  | Maureen de Lange | IHCL |      | 17.05    | 25.11      | 23.11     | 21.08     | -          | 19.09      | 105.44 |